# Voetbalkampioenschap van Sleeswijk-Holstein 1931/32
In 1931/32 werd het negende voetbalkampioenschap van Sleeswijk-Holstein gespeeld, dat georganiseerd werd door de Noord-Duitse voetbalbond. 
Holstein Kiel werd kampioen en plaatste zich voor de Noord-Duitse eindronde. Als vicekampioen was ook Borussia Gaarden geplaatst. De eindronde werd geherstructureerd. De zestien deelnemers werden verdeeld over vier groepen van vier. Gaarden werd derde in zijn groep, Kiel werd groepswinnaar. In de finalegroep werd de club tweede achter Hamburger SV.
Hierdoor plaatste de club zich voor eindronde om de Duitse landstitel. Holstein versloeg Breslauer SC 08 en verloor dan van 1. FC Nürnberg.

## Eindstand
| Plaats | Club                         | Wed. | W  | G | V  | Saldo  | Ptn   |
| ------ | ---------------------------- | ---- | -- | - | -- | ------ | ----- |
| 1.     | KSV Holstein Kiel            | 14   | 14 | 0 | 0  | 104:17 | 28:0  |
| 2.     | FSV Borussia 03 Gaarden      | 14   | 10 | 1 | 3  | 50:21  | 21:7  |
| 3.     | VfB Union-Teutonia 1908 Kiel | 14   | 6  | 2 | 6  | 40:47  | 14:14 |
| 4.     | FC 02 Kilia Kiel             | 14   | 5  | 4 | 5  | 25:37  | 14:14 |
| 5.     | SC Olympia 09 Neumünster     | 14   | 5  | 2 | 7  | 29:46  | 12:16 |
| 6.     | Rendsburger BV               | 14   | 2  | 6 | 6  | 23:49  | 10:18 |
| 7.     | SV Eintracht Flensburg       | 14   | 2  | 3 | 9  | 22:51  | 7:21  |
| 8.     | RSV Eintracht Kiel           | 14   | 2  | 2 | 10 | 26:51  | 6:22  |

|  | Kampioen, geplaatst voor de Noord-Duitse eindronde |
|  | Geplaatst voor de Noord-Duitse eindronde           |
|  | Degradatie                                         |